# Баюк, Пётр Ксенофонтович
Пётр Ксенофо́нтович Баю́к (12 января 1920 — 5 октября 1943) — советский офицер, участник Великой Отечественной войны, командир 1-го стрелкового батальона 229-го стрелкового полка 8-й стрелковой дивизии 15-го стрелкового корпуса 13-й армии Центрального фронта, Герой Советского Союза (16.10.1943), капитан.

## Биография
Родился 12 января 1920 года в селе Гальчинцы ныне Теофипольского района Хмельницкой области (Украина) в семье крестьянина. Украинец. Окончил среднюю школу. Работал председателем сельсовета.
В Красной армии с 1940 года. В 1941 году окончил Тамбовское военное пехотное училище. Служил в пехоте.
Участник Великой Отечественной войны с апреля 1942 года. Сражался в морской пехоте, затем командовал батальоном 229-го стрелкового полка (8-я стрелковая дивизия, 13-я армия, Центральный фронт). Батальон под его командованием 22 сентября 1943 года одним из первых в дивизии форсировал Днепр у деревни Верхние Жары (Брагинский район Гомельской области, Белоруссия) и захватил плацдарм. Отражая контратаки, закрепился на плацдарме и обеспечил переправу главных сил полка. Расширяя плацдарм и пробиваясь через болота, успешно форсировал реку Припять южнее села Кошевка (Чернобыльский район Киевской области, Украина) и стремительной атакой овладел селом.
Погиб в бою 5 октября 1943 года.
За мужество и геройство, проявленные в борьбе с немецкими захватчиками, Указом Президиума Верховного Совета СССР от 16 октября 1943 года капитану Баюку Петру Ксенофонтовичу присвоено звание Героя Советского Союза (посмертно).

## Награды
- Медаль «Золотая Звезда» Героя Советского Союза
- Орден Ленина
- Два ордена Красной Звезды
- Медаль

## Память
- Похоронен в городе Чернобыль Киевской области.
- В селе Гальчинцы установлен бюст Героя.
- Его именем названа улица в городе Чернобыль.